# 金東旭
金 東旭（キム・ドンウク、朝鮮語: 김동욱、1934年1月4日または1938年1月4日 - ）は、大韓民国の実業家、政治家。第10・12・15・16代大韓民国国会議員。
本貫は金海金氏。号は南丁（ナムジョン、남정）。カトリック教徒。父は元国会議員の金玘燮。

## 経歴
1934年1月4日、大日本帝国朝鮮慶尚南道の忠武（現・統営市）に生まれた。解放後は大韓民国の国民となる。1956年にソウル高等学校を卒業した後、延世大学校政法大学政治外交学科に進学し、続いて同大政法大学院国際政治学専攻を2年修了し、そして同大行政大学院高級政策課程を修了した。1959年に延世大学校政法大学政治学会実務委員長、1962年に韓国製綱株式会社理事・慶尚南道忠武市忠武第一学院院長、1965年に株式会社三明社専務理事、1970年に旭日美術陶芸硏究所代表、1978年に相甫交易株式会社会長をそれぞれ歴任し、韓国観光公社理事長も務めた。1978年12月12日の第10代総選挙に新民党から立候補して当選し、国会議員となった。以降新民党慶尚南道忠武・統営・巨済・固城地区党委員長・農水産分科委員、新民党政策委交逓分科委員長、国会予決委員・交逓委幹事、ハンナラ党運営委員、自由韓国党常任顧問などを務めた。
2003年には固城郡教育発展委員会に300万ウォン、2006年には500万ウォン、そして2010年2月8日には200万ウォンを教育発展基金として寄付した。2011年4月8日には統営市役所を訪問し、人材育成基金として1000万ウォンを寄付した。2021年8月12日には自身が保有する地球村民俗教育博物館の遺物約7000点を統営市に無償で寄付すると発表した。